# Rien Vroegindeweij
Rien Vroegindeweij (Middelharnis, 13 juli 1944) is een Nederlandse dichter en (toneel)schrijver uit Rotterdam. Hij publiceerde proza en poëzie, en was actief als columnist, publicist, vertaler, en bloemlezer. 

## Levensloop
Vroegindeweij verhuisde op achttienjarige leeftijd vanuit Middelharnis naar Rotterdam. Hij beschreef de stad en haar culturele leven in de dagbladen Het Vrije Volk, het Rotterdams Dagblad, NRC Handelsblad en vele tijdschriften.
In 1974 richtte hij met Eddy Elsdijk en Leyn Leijnse de poëziewinkel W. Pieterse op, Nederlands enige poëziewinkel.  Hij was ook (mede)oprichter en redacteur van de tijdschriften Hard Werken en Rotterdams Mooi. 
Vroegindeweij was ook mededirecteur van het Rotterdammologisch Instituut, Voorzitter van de stichting Frans Vogel Poëzieprijs, Coördinator van de Stichting De Eenzame Uitvaart. Drager van de Erasmusspeld,  en laureaat Anna Blamanprijs 2007.
In 1973 publiceerde hij zijn eerste dichtbundel. Een keuze uit de gedichten 1973-2009 verscheen in 2009 onder de titel Later wordt alles echter bij uitgeverij Nieuw Amsterdam. Bij deze bundel zit ook een dvd met de biografische documentaire Gaandeweg, gemaakt door Victor Vroegindeweij.
Hij was winnaar van de Gedichtendagprijs 2002. In 2006 ontving hij van de stad Rotterdam de Erasmusspeld en in 2007 won hij de Anna Blaman Prijs.

### Poëzie
- 1972 - Gelukkige dagen & andere poëtise voorvallen (Sonde/RKS)
- 1973 - Een vliegtuig van beton (De Bezige Bij)
- 1982 - Statig Landschap Achter Glas (Bert Bakker)
- 1985 - De straatweg (Bébert)
- 1988 - Tussen de middag (Veen)
- 1995 - Zee & Land (Veen)
- 1998 - Eerst varen, dan leven (Veen)
- 2002 - Deze middag is een eeuwig heden (Veen)
- 2006 - Gemengde berichten (Nieuw Amsterdam)
- 2009 - Later wordt alles echter (Nieuw Amsterdam)
- 2019 - De Rotte is een natte droom - luchtige Rotterdamse gedichten, in opdracht, bij inval of gelegenheid geschreven. Uitgeverij De Kogelvanger, Rotterdam
- 2023 - De laatste tijd, Uitgeverij Liverse, Dordtrecht

Poëzie in de openbare ruimte

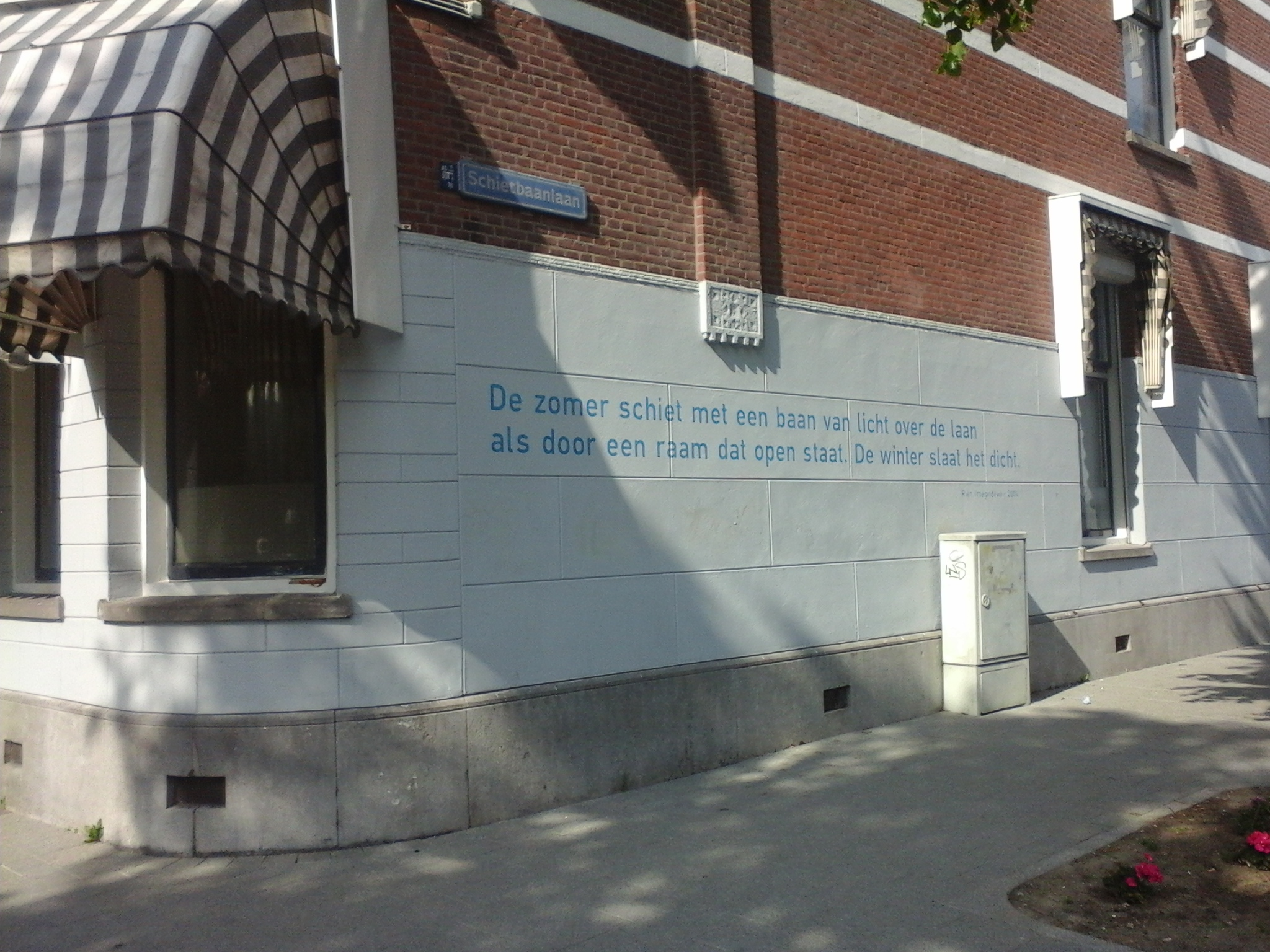
Dichtregel op hoek Schietbaanlaan en Heemraadssingel, 2019.

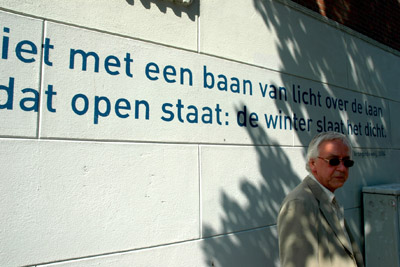
Rien Vroegindeweij voor een dichtregel in de buitenruimte, 2005

- 1998 Een gedicht (kwatrijn) in brons, verwerkt in een sculptuur van Eric Claus, Arboretum Trompenburg, Rotterdam-Kralingen
- 1999 Plaquette in perspex met de tekst ‘Als Otis in nood is / is Redding nabij’

in de lift van het Nationale School Museum, Botersloot, Rotterdam.
- 2001 Een gedicht (kwatrijn) aan een muur in de binnenplaats van het Westelijk Handelsterrein, van Vollenhovenstraat, Rotterdam, 2001
- 2004 Dichtregel op muur hoek Schietbaanlaan/Heemraadssingel
- 2010 Dichtregel in de hal van Rotterdam Building, Aert van Nesstraat
- 2014 Dichtregel op hoekpand Tiendplein/1e Middellandstraat
- 2015 Gedicht in de lifthal bovenste verdieping van De Rotterdam, Wilhelminakade.

### Proza
- 1984 - De stier van Spangen (Bert Bakker)
- 1985 - Rotterdam voor beginners (Veen)
- 1988 - Gezicht op de Maas (Obelon)
- 1988 - Rotterdam voor gevorderden (Veen)
- 1995 - De nieuwe Rotterdammer (Koppel)
- 2001 - Het is hier altijd mooi weer (Obelon)
- 2004 - "De verwoeste stad" 1953-2003 (IBC/CBK)
- 2005 - Rotterdammers en andere mensen (DuoDuo)

Overig proza
- 2001 Geloven in Rotterdam – spirituele stromingen in een wereldhaven (Dienst Stedenbouw + Volkshuisvesting / Koppel Uitgeverij
- 2003 ‘De verwoeste stad’ essay over het ‘Monument voor een verwoeste stad’ van Ossip Zadkine (Internationale Beelden Collectie – CBK)
- 2004 De kleur van het paradijs  – inleidend essay bij het werk van de beeldend kunstenaar Eugène Lücker (Van Heezik Fonds 90)
- 2012 Pierre Bayle – de filosoof van Rotterdam (Centrum Beeldende Kunst)

### Verder werk
Publicaties van HET ROTTERDAMMOLOGISCH INSTITUUT met - Jan Oudenaarden
- 2006 In veilige haven. 150 jaar zeemanshuizen in Rotterdam
- 2007 De Leopoldroute – literair-historische wandeling binnenstad
- 2008 De Sneldichter van Delfshaven
- 2009 De Blamanroute – literair-historische wandeling West
- 2011 De Bordewijkroute – literair-historische wandeling Oost-Zuid
- 2012 De Brandgrensroute –literair-historische wandeling langs de Brandgrens
- 2013 De Kossmannroute – literair-historische wandeling Noord
- 2016 ROTTERDAM het verhaal van de stad in 600 pag.

Toneel
- 1997 - De dichter en de stad, een monoloog over C.B. Vaandrager, geschreven in opdracht van het RO Theater, gespeeld door Joop Keesmaat.
- 2001 - Vier dramatische monologen voor de voorstelling Lazarus, een productie van De Kist/Rotterdamse Schouwburg.

Film
- 1984 - Het veld van eer (met Jules Deelder en Bob Visser)

Vertaald (uit het Frans)
- 1998 - Saul Friedländer - Herinneringen... (Het Spectrum)
- 2004 - Arthur Rimbaud - De dronken boot en Een seizoen in de hel (Douane)

Samengesteld en bezorgd
- 1985 - Riekus Waskowsky Verzamelde gedichten, Bert Bakker, Amsterdam
- 1990 - Rotterdam gehakt uit marmer, poëzie uit Rotterdam 1940-1990, Ad Donker, Rotterdam
- 1996 - Verbaasd blijft mijn oog na de laatste regel rusten, gedichten uit een poëziewerkplaats, SKVR
- 1997 - Ira Bart Verwaaide liefdes, tere vleugels, Tortuca, Rotterdam
- 1998 - Dichter bij de Maas. t.g.v. de Pendrecht Cultuur Prijs